# O Defunto
O Defunto é uma incursão de Eça de Queirós pela literatura gótica ou fantástica. Publicado originalmente em 1895 na Gazeta de Notícias, foi incluído na compilação Contos em 1902. Transcorre em 1474 na cidade espanhola de Segóvia e narra a história da paixão de D. Rui de Cardenas, devoto de Nossa Senhora do Pilar, pela formosa Dona Leonor, mulher do “fidalgo de grande riqueza e maneiras sombrias” D. Alonso , que a mantém praticamente enclausurada em casa, só permitindo que saia para breves idas à igreja. Conquanto Leonor não corresponda ao amor de Rui e se mantenha fiel ao feroz marido, este, movido pelos ciúmes, decide mudar-se para sua herdade de Cabril, a duas léguas de Segóvia, e lá, ameaçando a esposa com um punhal, obriga-a a escrever uma falsa “carta de amor” atraindo Rui para uma cilada. Este só consegue escapar graças à intercessão de um defunto do Cerro dos Enforcados que toma seu lugar e recebe o golpe de adaga que visava matá-lo. 
“O defunto” é, para a grande maioria dos pesquisadores queirosianos, a expressão significativa da narrativa fantástica em Eça de Queiroz. 